# Directeur parlementaire du budget
Pour les articles homonymes, voir DPB.
Le Directeur parlementaire du budget (DPB) a pour mandat de « présenter au Sénat et à la Chambre des communes une analyse indépendante sur l’état des finances de la nation, le budget des dépenses du gouvernement, ainsi que les tendances de l’économie nationale; à la demande de tout comité parlementaire ou de tout membre de l’une ou l’autre chambre du Parlement, d’évaluer le coût financier de toute mesure proposée relevant des domaines de compétence du Parlement ».  Il a un droit d’accès prévu par la loi aux données qui lui sont nécessaires pour s’acquitter de son mandat.

## Description
Le poste de DPB est un des mécanismes de surveillance indépendants créés par la Loi fédérale sur la responsabilité, adoptée en décembre 2006. Les pouvoirs du DPB sont décrits à la section 79.1-79.5 de la Loi sur le Parlement.
Le DPB a pour fonction d'appuyer le Parlement en exerçant un rôle de surveillance sur la gestion que fait le gouvernement des fonds publics, en assurant la transparence du budget et la promotion d'un débat éclairé, dont le but est de garantir des politiques économiques et budgétaires saines au Canada. 
« Le bureau du DPB entend s’attaquer à un problème fondamental de ses clients (les parlementaires), à savoir que la manière dont le système budgétaire est présenté au Parlement, par crédits, offre une perspective limitée et correspond mal au processus décisionnel de l’État en matière budgétaire. Aux termes de la Constitution, les parlementaires ont l’obligation fiduciaire d’examiner les projets de dépenses de l’État. »
Pour accomplir cette mission, il a le droit de prendre connaissance auprès des divers ministères, gratuitement et en temps opportun, de toutes données financières ou économiques qui sont en la possession de ce ministère et qui sont nécessaires à l’exercice de son mandat.
Le titulaire de ce poste doit être politiquement neutre et objectif. Il est nommé par le gouverneur en conseil, parmi une liste de trois noms, pour un mandat de 5 ans, renouvelable. Il est membre du personnel de la Bibliothèque du Parlement. Pour éviter tout conflit d'intérêts, Peggy Nash a déposé un projet de loi privé qui ne le ferait plus dépendre de la Bibliothèque et lui donnerait une pleine indépendance à l'égard du gouvernement, comme c'est le cas du vérificateur général.
Le bureau du DPB comporte une division de l’analyse économique et financière et une division de l’analyse des revenus et des dépenses. Chacune de ces deux divisions est dirigée par un directeur 
parlementaire du budget adjoint. Il peut faire appel à des ressources extérieures afin d'accomplir son mandat : universitaires, instituts de recherche, experts. Il a son propre plan de recherche permanente, tout en répondant aux requêtes prioritaires des parlementaires. Ses analyses sont rendues publiques.
Le budget de fonctionnement global pour 2009-2010 était de 2,8 millions $.

## Titulaires du poste
- Kevin Page (25 mars 2008- 22 mars 2013)
- Sonia L'heureux (25 mars 2013 - 31 août 2013)
- Jean-Denis Fréchette (1er septembre 2013 - 31 août 2018)[6]
- Yves Giroux (3 septembre 2018 - en poste)[7]

## Difficultés rencontrées
En 2012, plusieurs grands ministères ont refusé de révéler à Kevin Page le nombre de postes supprimés et la façon dont cela affecterait leur service. Selon le ministre des finances, Jim Flaherty, et le président du conseil du Trésor, Tony Clement, qui refusaient tous deux de dévoiler leurs chiffres, Kevin Page outrepassait son mandat en réclamant ce type d'information. En revanche, des députés ont fait valoir à la défense du DPB qu'il est extrêmement difficile de voter un budget quand les détails n'en sont pas connus. Le DPB estime qu'il est de son devoir d'informer les parlementaires et le public sur les conséquences de réductions budgétaires d'un montant de 5,2 milliards $.
En septembre 2013, Jean-Denis Fréchette, successeur de Kevin Page à cette fonction, n'a pas davantage de succès dans ses demandes d'information et n'écarte pas la possibilité de s'adresser aux tribunaux.

## Rapports remarqués

### Coût des chasseurs F-35
En mars 2011, le DPB a publié un rapport de 65 pages, validé par des lecteurs externes, établissant le coût d'achat des chasseurs F-35 à 29,3 milliards, incluant les coûts d'entretien de 3,9 milliards. Cette somme est bien supérieure à celle de 9 milliards proposée par le ministère de la Défense nationale. Le vérificateur général a abouti à la même conclusion.

### Viabilité à long terme de la Sécurité de la vieillesse
En février 2012, le DPB a produit une projection des coûts, sur les prochains 70 ans, du régime de sécurité de la vieillesse. Il conclut que les dépenses augmenteraient durant un certain nombre d'années par rapport au PIB, puis qu'elles redescendraient au niveau actuel, qui est légèrement inférieur à 15 % du budget fédéral total. Ce rapport contredit une déclaration du gouvernement selon laquelle le régime ne serait pas viable à long terme